# Colobocentrotus atratus
Colobocentrotus atratus is een zee-egel uit de familie Echinometridae.
De wetenschappelijke naam van de soort werd in 1758 gepubliceerd door Carl Linnaeus, als Echinus atratus, in de tiende editie van Systema naturae.